# Гоше (граф Ретеля)

Графство Ретель на карте северо-восточной Франции

Гоше де Ретель (Gaucher de Rethel) (ум. между 17.08.1262 и 01.11.1263) — граф Ретеля с 1251 года.
Третий сын графа Гуго II де Ретеля (ум. 1227/28) и Фелисите де Бруа, дамы де Бофор (ум. 1244). Его родители поженились в 1186 году, но вероятно, что новобрачная в то время была ещё ребёнком, поэтому можно предположить, что Гоше родился не ранее 1200 года. 
Начиная с 1230 года, упоминается в документах как архидиакон в Льеже. С 1246 г. также канонник в Реймсе. В 1247 году кандидат на пост епископа Льежа.
В 1243 году по договору с братом Жаном получил в пожизненное владение сеньории Рокур и Сент-Илье.
После смерти графа Жана де Ретеля сложил церковный сан и 15 июля 1251 года заключил с другим оставшимся в живых братом — Манассе — договор, согласно которому, вступая в наследство, уступал ему сеньории Бурк (Bourcq), Сент-Илье и половину шателении Бофор, что соответствовало годовому доходу в 1500 ливров.
Томас де Куси, сир де Вервин, муж его сестры Матильды, должен был получать ежегодно 100 ливров. Другая сестра, Агнесса, дама де Сегнеле — годовой доход в 200 ливров в обмен на отказ от притязаний на наследство.
Мария де Турот, вдова Жана де Ретеля, получила в пожизненное владение сеньорию Омон, которую через год обменяла на другие земли, и вторую половину шателении Бофор. Мария де Турот умерла в 1254 году, и её владения перешли к Гоше де Ретелю, и он передал шателению Бофор брату — Манассе, в качестве приданого для его дочери Фелисите.